# Shashogo
Shashogo (ou Shashago,) est un woreda du centre-sud de l’Éthiopie situé dans la zone Hadiya. Ce district compte 103 722 habitants en 2007 et son centre administratif est Bonesha.
Issu d'une subdivision de son voisin Limu, Shashogo est bordé au sud par la zone Kembata, à l'ouest par Limo, au nord-ouest par Ana Lemo, au nord-est par la zone Silt'e et au sud-est par la zone Halaba.
Il fait partie de la région des nations, nationalités et peuples du Sud jusqu'au transfert de la zone Hadiya dans la région Éthiopie du Centre en 2023.

## Données démographiques
Le recensement national de 2007 fait état pour le district de 103 722 habitants dont 8 % de citadins qui sont les 6 338 habitants de Bonesha et les 1 881 habitants de Dosha.
Près de 52 % des habitants sont protestants, 42 % sont musulmans et 5 % sont orthodoxes.
En 2022, sa population est estimée à 146 246 personnes avec une densité de population de 464 personnes par km2 et 315 km2 de superficie,.

## Agglomérations
Dosha, ou Doesha se situe dans le nord du district, à 38 km d'Hosaena par des routes secondaires.
Bonesha ou Bonosha, est à la limite de la zone Silt'e, une quinzaine de kilomètres au sud de Dosha.